# SNPE
SNPE 바른자세운동(영어: Self Natural Posture Exercise)는 "자기 스스로(Self)  하는 인간 본연의 자세(Natural Posture)를 회복하는 운동" (Exercise) 이라는 의미를 담고 있다. 기존의 자세교정 및 통증 치료 방법이 타인에 의존한 방법이였다면, SNPE는 통증을 느끼는 본인 자신의 노력으로 본래의 자세를 회복하여 비뚤어진 자세를 교정하고 척추를 바로잡는 Self 운동법이다.

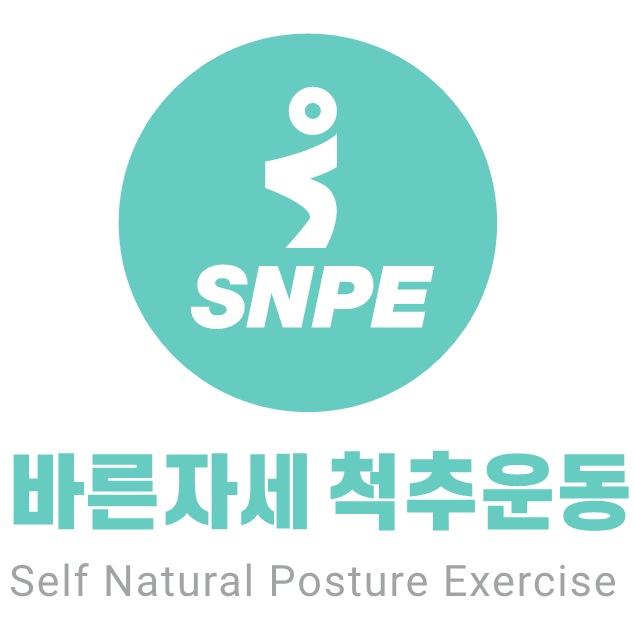
SNPE 바른자세 척추운동

## 개요
많은 현대인들이 바르지 못한 자세로 인하며 목디스크, 허리디스크, 어깨결림, 두통, 비만 등 원인모를
질병 등으로 고통 받고 있다. 그러나 이러한 증상들의 원인이 무엇이며 이를 예방하고 개선하기 위해서
일상 생활에서 어떤 자세를 취하고 어떤 운동을 해야 되는지를 잘 모르고 있다.
위와 같은 문제를 해결해 보고자 만들어진 운동법이 SNPE 바른자세운동 이고 구체적으로 몸매관리,
요통, 목.허리디스크, 척추측만 등의 근골격계 질환으로 고통받고 있는 사람들에게 자기 스스로 할 수
있는 SNPE 바른자세 척추교정운동의 방법과 척추건강지식을 전달하고자 한다.
"Experience is the best teacher. 경험이 최고의 선생이다." 란 말이 있듯이 목.허리디스크, 요통, 두통,
어깨통증, 비만 등으로 고생하던 많은 사람들을 지도해온 실제 경험을 바탕으로 만들어진 운동법이
SNPE 바른자세운동이다.

## 효과
SNPE는 처음에 허리디스크와 통증을 없애기 위해 만들어진 운동이었지만 목.허리디스크뿐만 아니라
"목, 어깨, 허리에서 발생되는 원인을 알 수 없었던 각종 통증들이 사라졌다."라는 다양한 체험사례를
확보하게 되었다.  SNPE바른자세벨트 와 SNPE척추운동도구를 사용하여 운동을 한 후 변형된 척추와
자세가 교정되면서 바른 척추로 회복되고 인체의 굳어진 곳이 부드럽게 변화되었기 때문이다.

## SNPE 신개념 운동 테라피
치아교정시 부정렬의 치아에 철사, 스프링, 고무줄 등을 부착하여 조금씩 이동시키면서
치아의 배열을 바르게 교정한다. 처음엔 땅속 깊이 박혀 있는 커다란 돌처럼 잘 움직일 것
같지 않던 치아도 지속적으로 힘을 가하면 장시간에 걸쳐 조금씩 이동되면서 교정되는
과정을 확인할 수 있었다.

### 비뚤어진 구조를 바른자세로 교정해주는 운동을 하라.
타인에 의존한 치료를 많이 받았으나 실패를 반복하는 이유는? 타인에 의존한 지압, 물리치료
, 카이로프랙틱, 척추교정 시술을 받아도 일시적인 힘에 의존한 것이므로 지속적인 힘으로
교정을 유지하는 것이 어려웠기 때문이다.

### 굳어져 있는 속근육과 근막을 부드럽게 하라.
치아교정시 각종 장치를 활용한 외력의 지속성 때문에 부정렬의 치아를 교정할 수 있었다.
마찬가지로 오랜 세월 잘못된 자세 습관 때문에 굳어진 근육과 변형된 척추를 바르게 교정하기
위해서는 SNPE 벨트 및 도구를 지속적으로 사용해야 한다. 굳어진 속근육을 부드럽게 변화시켜야
통증이 해결되고 비뚤어진 자세와 척추를 교정할 수 있다는 것이 SNPE 바른자세 척추운동 셀프 운동
치료 철학이다.

### 척추와 골반을 바로잡는 코어 강화 운동을 하라.
척추와 골반을 바르게 교정하는 것만큼, 바르게 교정이 된 상태를 유지하기 위한 근육을 만들어주는
것이 중요하다. 척추를 안정화시키는 인체 중심부의 근육을 강화하여 바른 척추를 유지해야 한다.
SNPE 벨트를 착용한 코어 강화 동작들은 인체의 비대칭적인 근육과 관절, 인대를 바로잡고 균형
잡힌 근력 강화에 도움을 준다.

### 생활 속의 바른자세를 24시간 유지하라.
치아교정이 마무리되었다고 방심은 금물이다. 한 번 비뚤어졌던 치아는 본래의 위치로 가고자 하는
성질이 있으므로 교정 후 유지 장치를 부착하는 것을 게을리하면 안 된다. 마찬가지로 변형되었던 척추
골반이 교정되어도 평소 바른 자세 습관을 기르고 일상 생활 속에서 바른 자세를 유지하는 노력이 없으면
또다시 예전의 상태로 변화될 것이다.

### 선택.집중.반복
선택(Selection), 집중(Concentration), 반복(Repetition)  "간단한 법칙일수록 일반적이고 위력적이다."
말처럼 SNPE 바른자세 척추운동은 복잡함보다 선택, 집중, 반복의 단순성을 요하는 S.C.R.의 운동 테라피(Exercise Therapy)이다.

## SNPE의 특징3U

### 종합적(United)
근 골격계 질환때문에 고생하는 사람들을 위하여 요가, 필라테스, 카이로프랙틱, 추나요법, 재활운동 등의
장.단점을 분석하고 연구하여 만든 종합적인 운동방법

### 독특함(Unique)
치아교정의 원리를 인체에 적용하여 SNPE 벨트와 척추운동 도구를 활용한
새로운 운동치료 방법으로 현대인들의 통증을 해결하는 독특한 운동 방법

### 실용적(Useful)
셀프 통증 해결과 바른자세 교정에 효과적인 운동으로 남녀노소 누구나 좁은 장소에서도
운동이 가능하며, 짧은 기간에 좋은 결과들이 나오는 실용적인 운동방법

## SNPE의 도구

### SNPE 바른자세벨트
치아교정시 철사와 스프링, 고무 등을 이용한 교정도구를 사용해서 치아의 틀어진 배열 상태를
교정하듯이 SNPE 바른자세 척추운동 시 자세 수정, 체형 교정을 위해 바른자세벨트를 사용한다.

### SNPE 고관절.골반밴드
SNPE 고관절.골반교정 밴드는 고관절 및 골반의 변위를 바로잡아주는 교정운동 도구이다.

### SNPE 웨이브베개
웨이브베개는 웨이브(Wave, 물결) 형태로 특수 설계되어 척추의 가시돌기에 부담을 주지 않고 가로돌기를 안정적으로 교정해주는 역할을 한다. 목과 허리를 C자 형의 앞굽을으로 만들어주며 전신의 속근육, 근막 이완할 수 있는 도구로 활용한다. 목의 바른 구조(NP)를 위한 교정용 베개로 수면 시에도 활용할 수 있다.

### SNPE 다나손
다나손은 변형된 척추(뼈) 부위에 받쳐두고 자신의 체중을 실어서 눌러주면 이 힘에 의하여
미세한 움직임(Specific Movement)이 일어나 교정이 되는 원리이다. SNPE 도구를 사용한 척추교정
운동은 뉴턴의 제 3법칙인 작용.반작용 법칙이 적용된다.

## 학술논문

### KCI 등재
1.사회인지이론에 근거한 SNPE 자기효능감 질문지 개발 및 타당화 검증
(SNPE Self-Efficacy Questionnaire Development and Validation Based on Social Cognitive Theory)
한국스포츠학회지, Vol.17 no.2 (2019) pp.91~99
최중기(Pacific InterContinental College), 윤지유(Pacific InterContinental College), 신명진(순천향대학교 기초과학연구소)
2.부위별 통증에 따라 SNPE 자기효능감이 수행력을 매개로 만성통증 감소에 미치는 영향
(Effect of SNPE Self-efficacy on the Reduction of Chronic Pain mediated by Performance Depending on Regional Pain)
한국스포츠학회지, Vol.17 no.4 (2019) pp.661~671
최중기(Pacific InterContinental College), 윤지유(Pacific InterContinental College), 신명진(순천향대학교 기초과학연구소)

3.SNPE 프로그램이 전방머리자세 여성의 자세교정과 경부통 완화에 미치는 영향
(Effects of SNPE Program on Postural Correction and Neck Pain Relief in Women with Forward Head Posture )
한국웰니스학회지 15권 2호 (2020.05) p. 565 - 573    
이희진, 윤지유, 최중기(한국바른자세연구원),  윤소미, 황재구, 이윤빈, 이대택(국민대학교)

### KCI 우수등재
1.SNPE 운동 프로그램이 경추와 어깨의 만성 근골격계 통증 및 관절가동범위에 미치는 영향
(Effects of the SNPE Exercise Program on Chronic Musculoskeletal Pain and Range of Motion of the cervical and shoulder)
한국체육학회지, 2019, 제58권 제6호, 377-387
윤지유 한국바른자세연구원, 이희진⋅윤소미⋅임다혜⋅황재구 국민대학교, 최중기 한국바른자세연구원, 이대택 국민대학교
2.여성들의 SNPE 참여가 만성통증과 스트레스 감소에 미치는 영향: 잠재곡선모형 활용
(The Effect of Female SNPE Participation on Chronic Pain and Stress Reduction: Using Latent Curve Model)
한국체육학회지, 2019, 제58권 제4호, 165-174
신명진 순천향대학교 기초과학연구소, 고지현 한양대학교, 윤지유 Pacific InterContinetal College

### SSCI
SNPE [Self-natural posture exercise] and chronic pain reduction
Volume 47 Issue 11 | e8273 | Published: November 2019
Jiyoo Yoon1, Jungki Choi1, Myoungjin Shin2
1.Department of Physical Education, Pacific InterContinental College, Republic of Korea
2.Research Institute for Basic Sciences, Soonchunhyang University, Republic of Korea

Effects of Pain Reduction by Self-Natural Posture Exercise on Affective Complexity in Women: The Moderating Effect of Self-Regulation
Jungki Choi1, Jiyoo Yoon1 and Myoungjin Shin2*
1Pacific InterContinental College, Manila, Philippines
2Kookmin University, Seoul, South Korea